# Arabsat–1A
Arabsat–1A (Spacebus-1000) az arab államok kommunikációs műholdja.

## Küldetés
Az Arabsat az Arab Liga döntése alapján 1976. április 14-én alakult. Alkalmazási célja szolgálni a tagok információs, kulturális és nevelési igényeit. Szaúd-Arábia volt a fő finanszírozó. Távközlési műholdakat 1985-től 2011-ig állítottak szolgálati magasságba. Több mint 20 ország tagja a szervezetnek. Feladata az Arab Liga országaiba (szerződés szerint) távközlési szolgáltatások biztosítása (telefon, adatátvitel a C-sávon) a Közel-Kelet és Észak-Afrika felé.

## Jellemzői
Az Aérospatiale Espace et Defense (Franciaország) gyártotta. Működtette az Arab Liga megbízásából az Arabsat (Satellite Communications Organization). Társműholdja a Brasilsat–A1
Megnevezései: Arabsat 1A; COSPAR: 1985–015A; GRAU-kódja: 15560.
1985. február 8-án a Kourou Űrközpontból, az ELA1 jelű indítóállványról egy Ariane–3 (V12) hordozórakétával állították közepes magasságú Föld körüli pályára. Az orbitális pályája 1433,7 perces, 8,2 fokos hajlásszögű, a geoszinkron pálya perigeuma 35 724 kilométer, az apogeuma 35 753 kilométer.
Háromtengelyesen stabilizált műhold. Teljes tömege 1195 kilogramm, műszerezettségének tömeg 532 kg. Szolgálati ideje 10 év. Az űreszköz két napelemmel rendelkezik, amik (hossza 20,7, szélessége 5,5 méter), teljesítményük 1,3 kW, az éjszakai (földárnyék) energiaellátását újratölthető kémiai akkumulátorok biztosították. Üzemanyaga és gázfúvókái közreműködésével segítette a stabilitást- és a pályaadatok tartását.
1992. július 31-én kikapcsolták.